# Řád somálské hvězdy
Řád somálské hvězdy je státní vyznamenání Somálské federativní republiky založené roku 1961. Udílen je občanům Somálska i cizím státním příslušníkům za mimořádné služby státu.

## Historie a pravidla udílení
Řád byl založen dne 12. února 1961. Udílen je občanům Somálska i cizím státním příslušníkům za mimořádné služby státu. Velmistrem řádu je úřadující prezident Somálska.

## Třídy
Řád je udílen v pěti řádných třídách:
- velkokříž – Řádový odznak se nosí na široké stuze spadající z ramene na protilehlý bok. Řádová hvězda se nosí nalevo na hrudi.
- velkodůstojník – Řádový odznak se nosí na stuze kolem krku. Řádová hvězda se nosí nalevo na hrudi.
- komtur – Řádový odznak se nosí na stuze kolem krku. Řádová hvězda této třídě již nenáleží.
- důstojník – Řádový odznak se nosí na stužce s rozetou nalevo na hrudi.
- rytíř – Řádový odznak se nosí na stužce bez rozety nalevo na hrudi.

## Insignie
Řádový odznak má tvar pěticípé hvězdy s cípy zakončenými kuličkami. Levá polovina každého cípu je pokryta bílým smaltem, pravá pak smaltem modrým. Uprostřed je bíle smaltovaný kulatý medailon. V medailonu je vyobrazen levhart. Ke stuze je odznak připojen pomocí přechodového prvku v podobě zeleně smaltovaného vavřínového věnce ve spodní části spojené půlměsícem. Věnec má ve svém středu modře smaltované písmeno S. Zadní strana se podobá přední straně, liší se pouze výjevem ve středovém medailonu. Na zadní straně v něm jsou propletená písmena RS.
Řádová hvězda se skládá z 24 paprsků. Jednotlivé paprsky jsou zdobeny zirkony. Uprostřed hvězdy je položen řádový odznak.
Stuha se skládá ze tří stejně širokých pruhů v barvách azurově modré, bílé a azurově modré.